# Anthony Geslin
Pour les articles homonymes, voir Geslin.

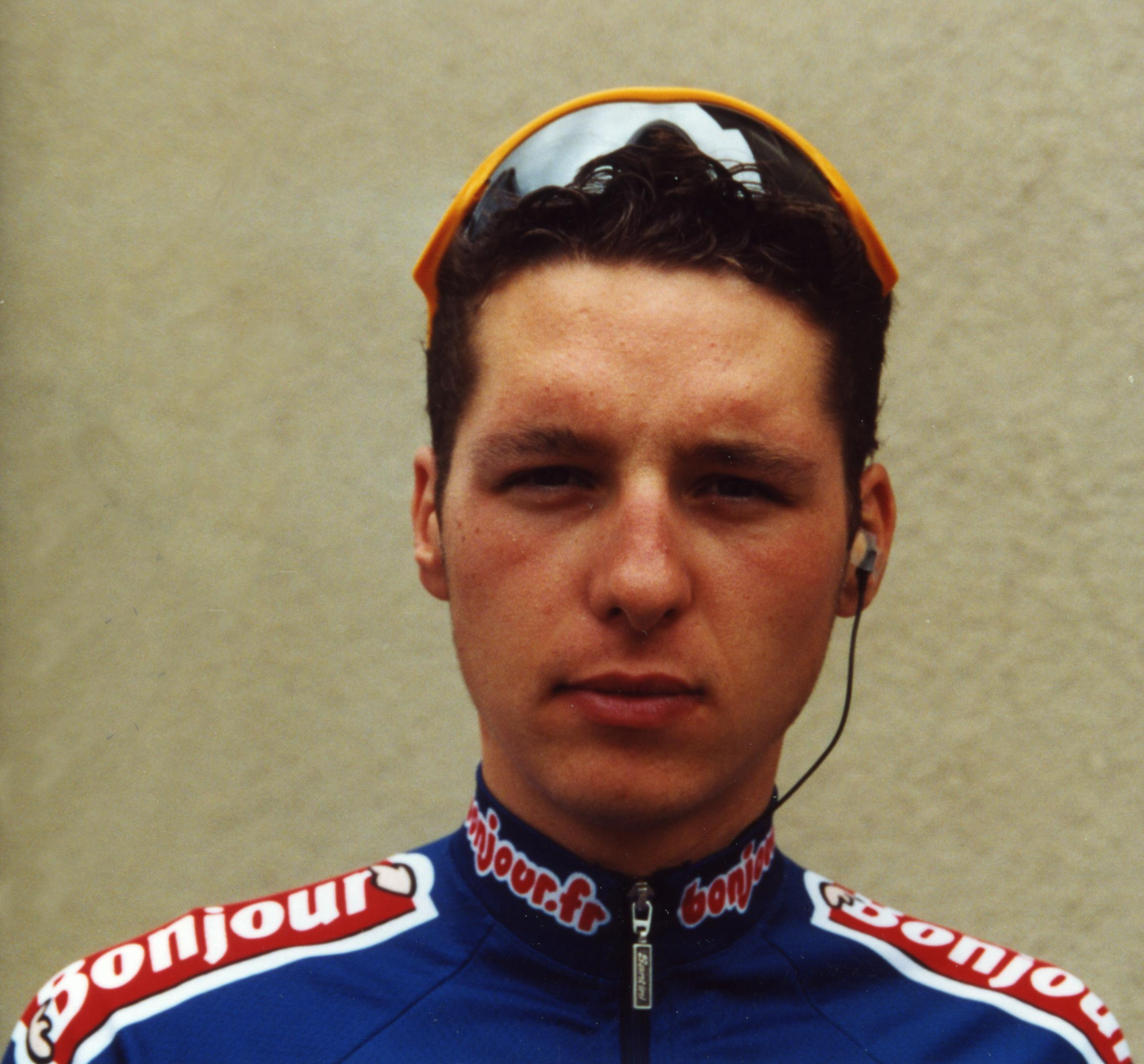
Tour de l'Avenir 2001.

Anthony Geslin, né le 9 juin 1980 à Alençon, est un coureur cycliste français, professionnel entre 2000 et 2015. Il a notamment remporté la médaille de bronze aux mondiaux de 2005.

## Biographie
Anthony Geslin commence le cyclisme au club de l'Amicale Cycliste de Damigny, dans l'Orne, club où évoluait déjà la championne Laurence Leboucher. Durant sa première année chez les juniors, il rejoint l'équipe Péan à Rouen. Sous la houlette de Claude Péan, il devient à deux reprises champion de France du contre-la-montre en juniors (1997 et 1998). Plus tard, il rejoint l'équipe amateur Vendée U-Pays de la Loire, réserve de l'équipe professionnelle Bonjour-Toupargel de Jean-René Bernaudeau.
Anthony Geslin fait ses débuts professionnels en 2002 dans cette équipe qui devient Bonjour. Après un début de carrière discret, il s'illustre à la surprise générale lors du championnat du monde qui se dispute à Madrid fin 2005, où il profite tant de son endurance que de sa pointe de vitesse pour obtenir la médaille de bronze derrière Alejandro Valverde et Tom Boonen.
En 2008, Geslin termine 6e de Milan-San Remo au terme d'un sprint. Il n'est pas retenu pour le Tour de France. Il participe donc au Tour du Doubs où il s'impose au sprint en battant Christophe Kern du Crédit Agricole et son équipier de Bouygues Telecom le tenant du titre Vincent Jérôme.
Il est engagé par l'équipe La Française des jeux, dirigée par Marc Madiot, en 2009. Il réalise une bonne saison en remportant la Flèche brabançonne. Il termine également deuxième du championnat de France sur route à Saint-Brieuc derrière Dimitri Champion. 
En 2010, il termine douzième de Milan-San Remo et treizième du premier Grand Prix cycliste de Québec. À la fin de la saison, il est sélectionné par Laurent Jalabert pour participer à la course en ligne au championnat du monde à Melbourne, en Australie.
En septembre 2013, son contrat avec la FDJ.fr est prolongé jusqu'en 2014. Après une dernière saison en tant qu'équipier en 2015, il met un terme à sa carrière de coureur.
Après sa carrière, il crée sa société, Gest Conseil et devient conseiller en gestion de patrimoine.

## Palmarès et classements mondiaux

### Palmarès amateur
- 1998
  -  Champion de France du contre-la-montre juniors
  - Trofeo Karlsberg :
    - Classement général
    - 2e étape

  - Une étape de la Route de l'Avenir (contre-la-montre)
  - Prix de La Haye-du-Puits
  - Duo normand juniors (avec Fournier)
  - 2e du Chrono des Nations juniors
- 1999
  -  Champion de France du contre-la-montre juniors
- 2000
  - 3e étape de la Route de Bourgogne
  - Jard-Les Herbiers
  - 2e étape du Tour du Haut-Béarn
  - 2e de la Côte picarde
  - 3e du Grand Prix de Montamisé
  - 3e du Loire-Atlantique espoirs
- 2001
  - Grand Prix de Loiron
  - 2e de la Côte picarde
  - 3e de Paris-Tours espoirs

### Palmarès professionnel
| - 2003 - Critérium des Espoirs - 2e du Grand Prix Rudy Dhaenens - 2e du Grand Prix de Plouay - 2004 - Route Adélie - 2005 - 3e étape du Circuit de Lorraine - Médaillé de bronze au championnat du monde sur route - 2006 - Paris-Camembert - 3e du Grand Prix d'ouverture La Marseillaise - 3e de la Route Adélie - 2007 - Trophée des grimpeurs - 2008 - Tour du Doubs - 3e de Tour de Vendée - 6e de Milan-San Remo | - 2009 - Flèche brabançonne - 2e du Trophée des grimpeurs - 2e du championnat de France sur route - 3e du Tour du Finistère - 3e de la Coupe de France - 2011 - 3e de la Flèche brabançonne - 2013 - 2e du Grand Prix de Plumelec-Morbihan - 2e du Tour de Wallonie - 3e du Tour du Finistère - 3e du Tro Bro Leon |

### Résultats sur les grands tours

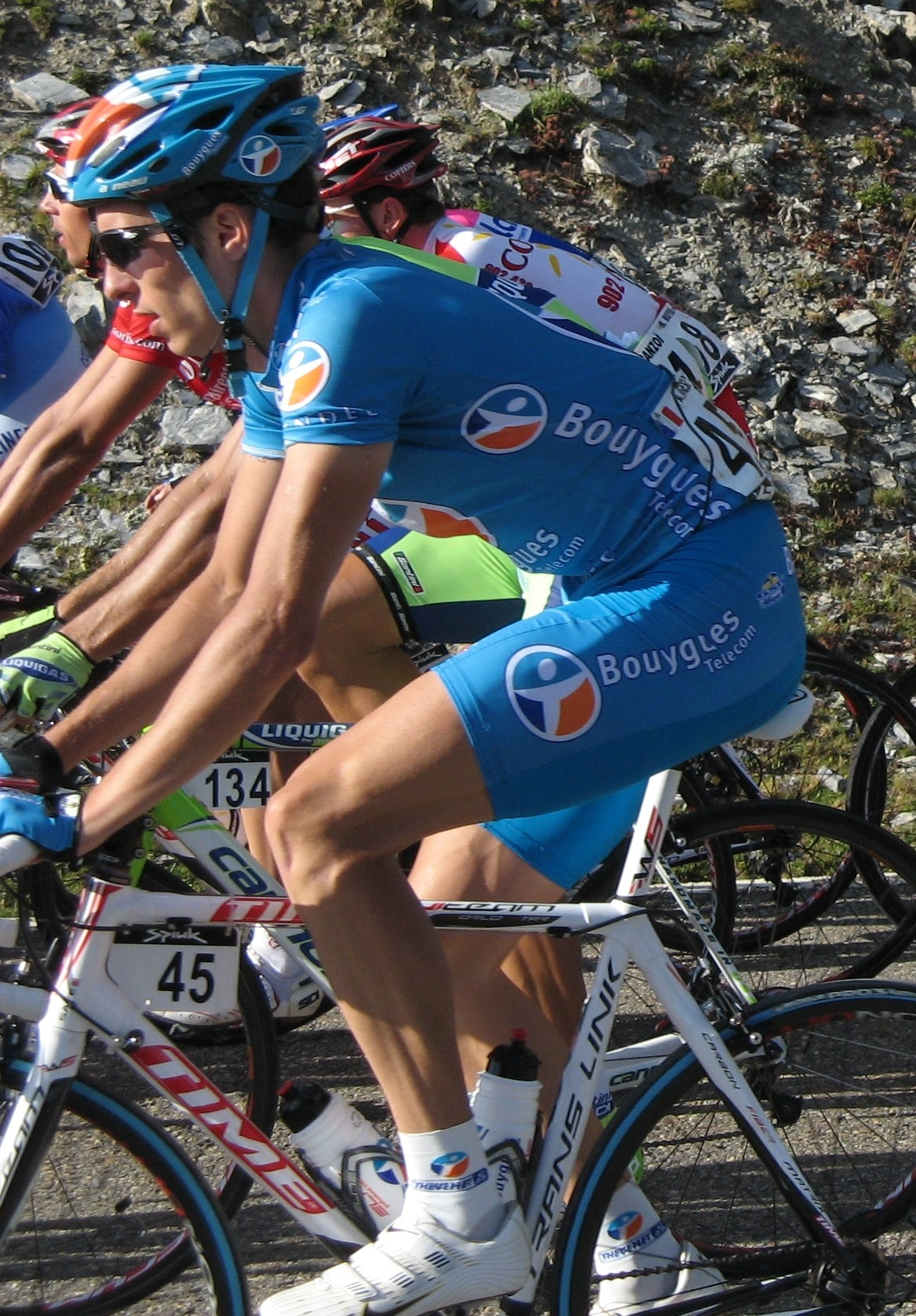
Anthony Geslin lors du Tour d'Espagne 2008.

#### Tour de France
6 participations
- 2003 : 114e
- 2005 : 97e
- 2006 : 88e
- 2007 : 98e
- 2009 : 119e
- 2010 : 146e

#### Tour d'Espagne
3 participations
- 2005 : non-partant (18e étape)
- 2006 : abandon (16e étape)
- 2008 : abandon (10e étape)

### Classements mondiaux
| Année              | 2005 | 2006 | 2007 | 2008 | 2009 | 2010 | 2011 | 2012 | 2013 | 2014 | 2015 |
| ------------------ | ---- | ---- | ---- | ---- | ---- | ---- | ---- | ---- | ---- | ---- | ---- |
| Classement ProTour | 62e  |      |      |      |      |      |      |      |      |      |      |
| UCI World Tour     |      |      |      |      |      |      |      | nc   | 218e | nc   | nc   |
| UCI Europe Tour    |      |      |      |      |      |      | 151e |      |      |      |      |